# Зело
Ѕ, ѕ (македонское название — дзе, старинное название — зело́ (ѕѣло́)) — буква расширенной кириллицы, 10-я буква македонского алфавита, 8-я буква старо- и церковнославянских азбук, а также валахо-молдавской кириллицы; использовалась и в других[каких?] языках.

## Происхождение и варианты написания
Происхождение глаголической буквы «зело», которая там выглядит как  и имеет числовое значение 8, неясно (даже основные гипотезы, связывающие её с греческим и семитским письмом, не слишком убедительны).
В древнейшей (до XI века включительно) кириллице записывалась как видоизменённый вариант буквы З, выглядящий как «перечёркнутое Z» или «Z с крючком справа в середине» (Ꙃ), но из использовавшейся в славянских текстах в этот же период ионийской нумерации был заимствован числовой знак (др.-греч. ἐπίσημον) ‘6’ в форме  (в прямом или зеркальном виде: Ѕ, Ꙅ), который начиная с XII века стал использоваться в написании собственно слов и постепенно вытеснил древнейшую форму.
Форма этого знака восходит к совпавшим ещё в античности числовому знаку вав ‘6’ S-образной формы и лигатуре стигма (Ϛ, ϛ), которая в результате этого совпадения стала использоваться как числовой знак с тем же значением. Тем самым кириллическое Ѕ и латинское S являются не просто случайно совпавшими знаками (как С, Н или Р), но и родственниками, хотя и довольно дальними: латинская буква происходит от греческой сигмы (𐌔, Σ, σ, ς) напрямую, тогда как кириллическая происходит от пары букв Στ, στ ( +  = , ).
По-старославянски называется «ꙃѣло» (произносится «дзяло́»), по-церковнославянски — «ѕѣлѡ̀» (произносится «зело́»; означает «весьма, очень, много» и т. п.).

## История использования
Первоначальное звуковое значение буквы Ѕ отличалось от З — это было мягкое [дз] или [з], чаще всего происходящее из [г]: мъногъ/мъноѕи, нога/ноѕѣ, растръгати/растрьѕати и т. п. Однако уже в старославянский период различие между Ѕ и З начало стираться, и в церковнославянской письменности с середины XVII века носит совершенно формальный характер:
- буквы различаются как числовые знаки (Ѕ=6, З=7);
- Ѕ используется в корне слов ѕвѣзда̀, ѕвѣ́рь, ѕе́лїе, ѕла́къ, ѕлы́й, ѕмі́й, ѕѣлѡ̀ и производных от них (иногда упоминается также ѕѣни́ца, но наиболее надёжные  источники дают для неё З);
- во всех остальных случаях пишется З;
- слово зеле́ный и его производные не считаются однокоренными со словом ѕе́лїе и также пишутся через З.

В первоначальном варианте русского гражданского шрифта Петра I букве Ѕ было назначено единственной представлять звук [з] — так что буква З была отменена в 1708 году. Однако в 1710 году, во втором варианте гражданского шрифта, З была восстановлена. Ѕ была отменена Академией наук в 1735 году.
В русской деловой документации буква продолжает использоваться ещё в середине XVIII века и выходит из употребления окончательно только в 1760-х годах.
Буква Ѕ изредка использовалась до середины XIX века в сербской гражданской печати. При установлении македонского алфавита 4 декабря 1944 года буква была введена по результату голосования членов «Филологической комиссии по установлению македонской азбуки и македонского литературного языка» (10 голосов «за», 1 «против»), причём в македонской азбуке Ѕ следует за З, тогда как в старо- и церковнославянской было наоборот. Звуковое значение в македонском языке — аффриката [d͡z].

## Таблица кодов
| Кодировка    | Регистр   | Десятич- ный код | 16-рич- ный код | Восьмерич- ный код | Двоичный код      |
| ------------ | --------- | ---------------- | --------------- | ------------------ | ----------------- |
| Юникод       | Прописная | 1029             | 0405            | 002005             | 00000100 00000101 |
| Юникод       | Строчная  | 1109             | 0455            | 002125             | 00000100 01010101 |
| ISO 8859-5   | Прописная | 165              | A5              | 245                | 10100101          |
| ISO 8859-5   | Строчная  | 245              | F5              | 365                | 11110100          |
| KOI8-E       | Прописная | 181              | B5              | 265                | 10110101          |
| KOI8-E       | Строчная  | 165              | A5              | 245                | 10100101          |
| Windows-1251 | Прописная | 189              | BD              | 275                | 10111101          |
| Windows-1251 | Строчная  | 190              | BE              | 276                | 10111110          |

В HTML прописную букву Ѕ можно записать как &#1029; или &#x405;, а строчную ѕ — как &#1109; или &#x455;.
Начиная с версии Юникода 5.1 старославянская буква «зело» отделена от современной Ѕ, ей присвоены коды U+A642 и U+A643 (Ꙃꙃ); также введены коды для «зеркального» варианта Ѕ — U+A644 и U+A645 (Ꙅꙅ).